# پلی هیدروکسی بوتیرات والرات
پلی (۳-هیدروکسی بوتیرات-کو-۳-هیدروکسی والرات)، که معمولاً به‌عنوان PHBV شناخته می‌شود، پلیمری از نوع پلی هیدروکسی آلکانات است. این پلاستیک زیست‌تخریب پذیر، غیر سمی و زیست سازگار است که به‌طور طبیعی توسط باکتری‌ها تولید شده و جایگزین مناسبی برای بسیاری از پلیمرهای مصنوعی غیر زیست‌تخریب پذیر است. این پلی‌استر آلیفاتیک خطی ترموپلاستیک است و با کوپلیمریزاسیون ۳-هیدروکسی‌بوتانوئیک اسید و ۳-هیدروکسی‌پنتانوئیک اسید به‌دست می‌آید. PHBV در بسته‌بندی‌های تخصصی، دستگاه‌های ارتوپدی و آزادسازی کنترل شده داروها استفاده می‌شود. PHBV در محیط زیست تحت تجزیه باکتریایی قرار می‌گیرد.

## پیشینه
PHBV اولین بار در سال ۱۹۸۳ توسط صنایع شیمیایی امپریال (ICI) تولید شد. این پلیمر با نام تجاری Biopol تجاری شده‌است. صنایع شیمیایی امپریال (Zeneca) آن را در سال ۱۹۹۶ به مونسانتو فروخت. سپس توسط Metabolix در سال ۲۰۰۱ خریداری شد. نام تجاری Biomer L نیز متعلق به شرکت Biomer آلمان است.

## سنتز
PHBV توسط باکتری‌ها به‌عنوان ترکیبات ذخیره انرژی در شرایط محدودکننده رشد سنتز می‌شود. این ترکیبات می‌تواند از گلوکز و پروپیونات توسط سویه‌های نوترکیب اشرشیاکلی تولید شود بسیاری از باکتری‌های دیگر مانند Paracoccus denitrificans و Ralstonia eutropha نیز قادر به تولید آن هستند. این پلیمر همچنین می‌تواند از گیاهان مهندسی ژنتیک شده سنتز شود.
این پلیمر در اصل یک کوپلیمر از ۳-هیدروکسی بوتانوئیک اسید و ۳-هیدروکسی پتانوئیک اسید است. همچنین PHBV ممکن است به‌صورت مصنوعی از سنتز butyrolactone و valerolactone در حضور الیگومر aluminoxane به عنوان کاتالیزور تولید شود.

## ساختار
مونومرهای ۳-هیدروکسی بوتانوئیک اسید و ۳-هیدروکسی‌پنتانوئیک اسید، توسط پیوندهای استری به همدیگر متصل می‌شوند. استخوان‌بندی اصلی پلیمر از اتم‌های کربن و اکسیژن تشکیل شده‌است. ویژگی PHBV بستگی به نسبت این دو مونومر در آن دارد: ۳-هیدروکسی‌بوتانوئیک اسید سختی را ایجاد می‌کند در حالی که ۳-هیدروکسی‌پنتانوئیک اسید انعطاف‌پذیری را افزایش می‌دهد؛ بنابراین PHBV را می‌توان با تغییر نسبت مونومرها به پلی‌پروپیلن یا پلی اتیلن مشابه دانست. افزایش نسبت ۳-هیدروکسی‌بوتانوئیک اسید به ۳-هیدروکسی‌پنتانوئیک اسید منجر به افزایش نقطه ذوب، نفوذپذیری در آب، دمای انتقال شیشه (Tg) و استحکام کششی می‌شود، اما مقاومت در برابر ضربه کاهش پیدا می‌کند.

## خواص
PHBV یک پلیمر ترموپلاستیک، شکننده با افزایش طول تا نقطهٔ شکست کم و مقاومت ضربه پایین است.

## کاربردها
کاربرد PHBV در انتشار کنترل شده داروها، ایمپلنت‌ها و اصلاحات پزشکی، بسته‌بندی تخصصی، دستگاه‌های ارتوپدی و تولید بطری می‌باشد. همچنین به‌علت ماهیت زیست‌تخریب پذیری می‌تواند به‌عنوان جایگزینی برای پلاستیک‌های غیر زیست‌تخریب پذیر استفاده شود.

## تخریب
هنگامی که دفع شود، PHBV به دی‌اکسید کربن و آب تجزیه می‌شود. PHBV تحت تجزیه باکتریایی قرار می‌گیرد. PHBV، درست مانند چربی‌ها برای انسان، منبع انرژی میکروارگانیسم‌ها است و آنزیم‌های تولید شده توسط میکروارگانیسم‌ها آن را تجزیه کرده و مصرف می‌کنند. این پلیمر ثبات حرارتی پایینی دارد و در واکنش بتا حذف، شکست در پیوند استری رخ می‌دهد. تخریب هیدرولیتیک به آرامی رخ می‌دهد و در کاربردهای پزشکی قابل استفاده است.

## اشکالات
PHBV، زیست‌تخریب پذیر، زیست‌سازگار و تجدیدپذیر بوده و جایگزین مناسبی برای پلیمرهای مصنوعی غیر تجزیه‌پذیر ساخته شده از نفت است. اما اشکالات زیر را دارد:
- گران
- پایداری حرارتی پایین
- شکننده
- خواص مکانیکی ساده
- مشکل فرایند